# ОМОН
ОМОН (рус. отряд мобильный особого назначения) је руска специјална полиција, која је присутна у свакој руској области и врши патроле у већим руским градовима. Основана је 1979. пред Олимпијске игре у Москви, због страха да се не понове терористичке акције током Олимпијских игара у Минхену 1972. године. Сачињена је углавном од ветерана.
ОМОН се користи и за сузбијање демонстрација и хулиганизма, као и у операцијама спашавања талаца.

## Неке од акција ОМОН-а
- Рат у Грузији 2008.
- Талачка криза у Беслану 2004.
- Спашавање талаца у театру Норд-Ост 2002.
- Талачка криза у болници Будјоновск 1995.
- Совјетско-авганистански рат
- Рат у Чеченији.